# Урлаць
Урлаць, Урлаці (рум. Urlați) — місто у повіті Прахова в Румунії. Адміністративно місту підпорядковані такі села (дані про населення за 2002 рік):
- Аріонештій-Векі (411 осіб)
- Аріонештій-Ной (243 особи)
- Валя-Бобулуй (117 осіб)
- Валя-Крингулуй (356 осіб)
- Валя-М'єйлор (124 особи)
- Валя-Нучетулуй (428 осіб)
- Валя-П'єтрей (537 осіб)
- Валя-Семан (198 осіб)
- Валя-Урлоїй (254 особи)
- Жеркелей (238 осіб)
- Керба (193 особи)
- Мерунциш (429 осіб)
- Орзоая-де-Жос (620 осіб)
- Орзоая-де-Сус (145 осіб)
- Скіау (20 осіб)
- Улмі

Місто розташоване на відстані 62 км на північ від Бухареста, 16 км на схід від Плоєшті, 149 км на захід від Галаца, 88 км на південний схід від Брашова.

## Населення
За даними перепису населення 2002 року у місті проживали 11 776 осіб.
Національний склад населення міста:
| Національність | Кількість осіб | Відсоток |
| -------------- | -------------- | -------- |
| румуни         | 11589          | 98,4%    |
| цигани         | 178            | 1,5%     |
| угорці         | 6              | 0,1%     |
| турки          | 2              | < 0,1%   |
| німці          | 1              | < 0,1%   |

Рідною мовою назвали:
| Мова      | Кількість осіб | Відсоток |
| --------- | -------------- | -------- |
| румунська | 11629          | 98,8%    |
| циганська | 139            | 1,2%     |
| угорська  | 6              | 0,1%     |
| турецька  | 2              | < 0,1%   |

Склад населення міста за віросповіданням:
| Релігія        | Кількість осіб | Відсоток |
| -------------- | -------------- | -------- |
| православні    | 11663          | 99,0%    |
| адвентисти     | 29             | 0,2%     |
| бретрени       | 29             | 0,2%     |
| лютерани       | 22             | 0,2%     |
| п'ятдесятники  | 19             | 0,2%     |
| римо-католики  | 5              | < 0,1%   |
| греко-католики | 3              | < 0,1%   |
| реформати      | 2              | < 0,1%   |
| мусульмани     | 2              | < 0,1%   |
| атеїсти        | 1              | < 0,1%   |

## Уродженці
Константин Вішояну - румунський політик, міністр закордонних справ, лідер румунської політичної еміграції в США. 

## Зовнішні посилання
- Дані про місто Урлаць на сайті Ghidul Primăriilor [Архівовано 11 червня 2011 у Wayback Machine.]